# Понорац (Крњак)
Понорац је насељено мјесто у општини Крњак, на Кордуну, Карловачка жупанија, Република Хрватска.

## Историја
Понорац се од распада Југославије до августа 1995. године налазио у Републици Српској Крајини. До територијалне реорганизације насеље се налазило у саставу бивше велике општине Карловац.

## Становништво
Понорац је према попису из 2011. године имао 40 становника.
| Националност       | 1991. | 1981. | 1971. | 1961. |
| Срби               | 65    | 72    | 117   | 136   |
| Југословени        |       | 23    |       |       |
| Хрвати             |       |       |       | 1     |
| остали и непознато |       |       |       |       |
| Укупно             | 65    | 95    | 117   | 137   |

| Демографија | Демографија | Демографија |
| Година      | Становника  | Становника  |
| ----------- | ----------- | ----------- |
| 1961.       | 137         |             |
| 1971.       | 117         |             |
| 1981.       | 95          |             |
| 1991.       | 65          |             |
| 2001.       | 33          |             |
| 2011.       |             | 40          |